# 白玉蟾
白玉蟾（1134年—1229年），字如晦、紫清，号海琼子、武夷散人，祖籍福建闽清，生於琼州琼山（现海南岛），南宋道士。主張性命雙修，是内丹理论家、道教金丹派南五祖之一。一般认为，白玉蟾组织了金丹派南宗的教团组织，为南宗的实际建立者。

## 生平
本名葛长庚。后来母亲改嫁，继为白氏子，遂易姓白，又名白玉蟾。白玉蟾年少聪明，7岁赋诗，9岁时能背诵《周易》、《尚书》、《诗经》、《春秋》等儒家9经。21岁那年在信中称自己“三教之书，靡所不究”，后来又说，“世间有字之书，无不经目”。然而白玉蟾初试科举却落选。据说是因为考官认为他太过骄狂。据说白玉蟾后到儋耳山修道，并遇见道教金丹派南宗四祖陈楠，陈楠授之以丹法、雷法。后宋宁宗诏征赴阙，召对称旨，封为“紫清明道真人”。嘉定十年（1217年），白玉蟾收彭鶴林与留元长为弟子。后白玉蟾立“建宗传法”之所，“四方学者，来如牛毛”。改变了张伯端至陈楠以来南宗一般单传的历史。
白玉蟾主张性命双修。他在《无极图说》中谓：“道也，性与命而已。性无生也，命有生也。无者万物之始也，有者万物之母也。一阴一阳之谓道，生生不穷之谓易。易即道也。”
道教神霄派也奉他为本派祖师之一。白玉蟾撰有多种雷法著作。《道法会元》收录有陈楠、白玉蟾所传神霄派谱系。白玉蟾主张以内炼为基础，实行雷法与内丹术相结合。认为雷法、符咒的灵验与否，主要以行法者之内炼工夫高下而定。
据说白玉蟾后回归故乡琼州，在文笔峰顶羽化升仙。文笔峰上至今留有白玉蟾遗迹。

## 才能、著作
白玉蟾能寫诗、作赋、寫書法以及畫畫。常乘酒兴即席挥毫，他可以創作篆书、隶书、草书，能画人物、梅竹。《天朗气清诗帖》是白玉蟾的传世之作，现收藏于台北國立故宫博物院。《足轩铭》卷是其草书作品，现藏北京故宫博物院。他還創作過一首名叫《少年行》的詩。
白玉蟾著作甚多，有《玉隆集》、《上清集》、《武夷集》、《道德经章句注》行世。后由彭耜（彭鶴林）纂辑白玉蟾著作为《海琼玉蟾先生文集》。又有谢显道等编《海琼白真人语录》、彭耜编《海琼问道集》等。《道法会元》收录有白玉蟾多篇雷法著作。